# Cutiaia
Myoprocta (nomes comuns: cutiara ou cutiara) é um gênero de roedor da família Dasyproctidae.

## Espécies
- Myoprocta acouchy (Erxleben, 1777)
- Myoprocta pratti Pocock, 1913